# Paolo Emiliani Giudici

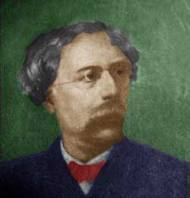
Paolo Emiliani Giudici

Paolo Emiliani Giudici (* 13. Juni 1812 bei Mussomeli auf Sizilien; † 8. September 1872 in Tonbridge, England) war ein italienischer Literarhistoriker und Literaturwissenschaftler.

## Leben
Nach dem Studium der Literaturwissenschaften erhielt er 1848 eine Professur an der Universität Pisa, verlor diese Stellung aber beim Greifen der politischen Reaktionsbewegung im Zuge der Restauration nach wenigen Monaten wieder.
Nun konzentrierte er sich ganz auf seine schriftstellerische Arbeit und veröffentlichte seine vom Fachpublikum geschätzte Storia della letteratura italiana (1855, 2 Bände). Auch eine Storia del teatro italiano begann er herauszugeben, von welcher jedoch 1860 zunächst nur der später neu aufgelegte erste Band erschien, und welche ihren Gegenstand nur bis zu Lorenzo il Magnifico verfolgt.
Außerdem betrieb er historische Studien, ging dem in zahllose ununterbrochene Fehden sich zersplitternden Leben der großen, kleinen und kleinsten italienischen Kommunen der Vergangenheit nach und entwarf ein interessantes Bild davon in seiner Storia dei comuni italiani, welche 1851 zu Florenz in drei Bänden, aber arg von der Zensur verstümmelt, erschien und 1866, 15 Jahre später, inhaltlich wieder ergänzt und formell neubearbeitet, herausgegeben wurde.
Scharfsinn und gründliches Wissen zeichnen Giudici als Geschichtsschreiber aus, doch wurde sein Stil bereits zu Lebzeiten als inkorrekt und subjektiv angefochten.
Er schrieb auch einen Roman: Beppe Arpia (1851), der wohlwollend beurteilt wurde, und lieferte eine Übersetzung der englischen Geschichte Macaulays ins Italienische (1856, zwei Bände). Erst die nationale Wiedergeburt des Risorgimentos Italiens verhalf ihm zu einer dauernden öffentlichen Anstellung als Professor der Ästhetik und Sekretär an der Akademie der schönen Künste zu Florenz; auch wurde er 1867 ins italienische Parlament gewählt.
Er starb während einer Reise in England am 8. September 1872 in Tonbridge.

## Werke
- Beppe Arpia (1851).
- Storia dei comuni italiani (1851).
- Storia della letteratura italiana (1855, 2 Bde.)
- Storia del teatro italiano (1860).